# 北海道薬剤師会
一般社団法人北海道薬剤師会（いっぱんしゃだんほうじん ほっかいどうやくざいしかい 英称 Hokkaido Pharmaceutical Association）は、北海道の薬剤師を会員とする組織。

## 本部所在地
〒062-8631 北海道札幌市豊平区平岸1条8-5-12

## 郡市薬剤師会
- 札幌薬剤師会 〒062-8631 札幌市豊平区平岸1条8-5-12 北海道薬事会館
- 旭川薬剤師会 〒070-0029 旭川市金星町1 旭川薬剤師会館
- とかち薬剤師会 〒080-0012 帯広市西2条南3-20 帯広グランドホテル3階